# Neuendeich
Neuendeich er en by og en kommune i det nordlige Tyskland, beliggende i Amt Moorrege under Kreis Pinneberg. Kreis Pinneberg ligger i den sydlige del af delstaten Slesvig-Holsten.

## Geografi
Neuendeich ligger nær Elben ved dens biflod Pinnau. Det meste af kommunen ligger i Seestermüher Marsch, og en mindre del i Haseldorfer Marsch. Oberrecht, Rosengarten, Schadendorf og Schlickburg ligger i kommunen.
Neuendeich ligger lige vest for Uetersen som Bundesstraße B 431 fra Wedel mod Elmshorn passerer igennem.